# Colonne Durruti
Pour les articles homonymes, voir 26e division ainsi que The Durutti Column.
La colonne Durruti est une colonne de combattants anarchistes des milices confédérales de la CNT et de la FAI. Elle est formée dans les premiers jours de la guerre d'Espagne et combat dans les rangs républicains contre les militaires nationalistes. Elle doit son nom à l'homme qui l'a dirigée en tant que délégué général, Buenaventura Durruti, assisté de Enrique Pérez Farrás (es). Quoique intégrée aux forces de l'Armée populaire de la République espagnole sous l'appellation de 26e division, elle garde malgré tout son appellation de colonne Durruti jusqu'à la fin du conflit. 160 femmes ont fait partie de la colonne.

## Histoire

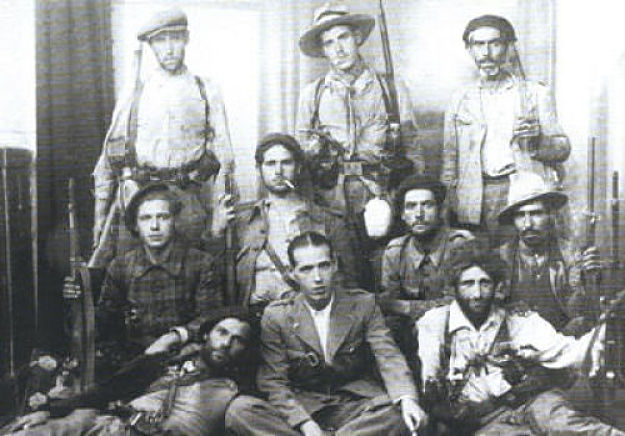
Des membres du Groupe international de la colonne Durruti (au premier rang, au centre, Mohamed Saïl).

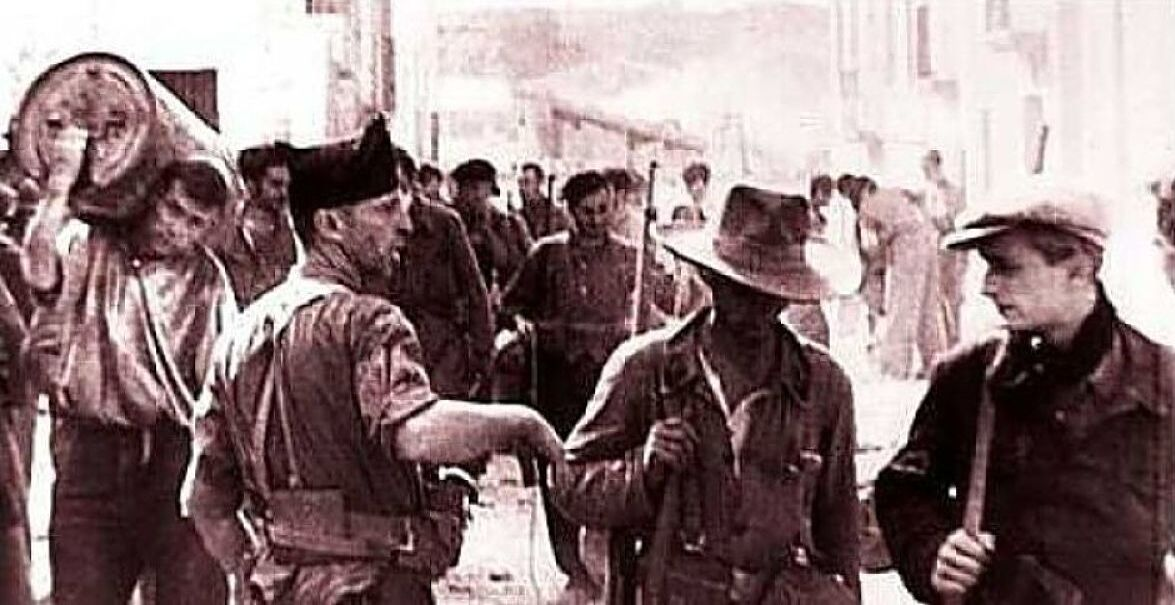
Groupe international de la colonne Durruti en septembre 1936 (à droite avec la casquette, Louis Mercier-Vega).

La colonne Durruti sort de Barcelone le 25 juillet 1936, quelques jours à peine après le coup d'État militaire du 18 juillet. Elle est alors composée de 2 500 miliciens. Elle se bat d'abord en Aragon, Durruti ayant l'intention de reprendre Saragosse aux nationalistes. Le premier combat est livré par les miliciens à Caspe, sur la route de la capitale aragonaise, mais arrivé à une vingtaine de kilomètres de la ville, Durruti reçoit l'ordre de s'arrêter[réf. nécessaire] mais surtout plus aucune munition n'arrive, Durruti devra aller chercher l'explication à Barcelone : l'attaque est annulée pour être remplacée par l'invasion de Majorque. La prise de Majorque sera un échec, qui conduira à la perte des Baléares. Les miliciens de la colonne ne pourront finalement jamais prendre Saragosse, ni même l'armée qui les remplacera une année après. Saragosse ne sera jamais ni anarchiste, comme « la deuxième Barcelone » qu'elle était, ni républicaine.
Le quartier général de la colonne Durruti se trouve à Bujaraloz. Les effectifs atteignent alors[Quand ?] 6 000 hommes. Plusieurs centuries étaient constituées d'étrangers, telles :
- la centurie Sébastien Faure, composée de Français et d'Italiens, dont Louis Mercier-Vega, Saïl Mohamed, Jean Mayol, Marcel Montagut, Simone Weil et George Sossenko ;
- la centurie Sacco and Vanzetti, composée d'Américains ;
- la centurie Erich Mühsam, composée d'Allemands.

En novembre 1936, 1 400 d'entre eux sont envoyés à Madrid afin de combattre pour la défense de la ville, assiégée par les nationalistes. C'est lors de ces violents combats que Durruti trouve la mort, le 20 novembre, dans des circonstances controversées. Il est remplacé comme délégué général de la colonne par Ricardo Sanz.
Durruti s'était opposé à la « militarisation » des unités anarchistes et des milices confédérales, c'est-à-dire leur soumission à la discipline militaire et leur incorporation progressive à une armée classique. Une fois mort, les délégués de la colonne acceptent les injonctions du gouvernement républicain de Francisco Largo Caballero. La colonne est finalement, comme les autres unités anarchistes, communistes et socialistes, incorporée à l'armée populaire de la République espagnole. Elle en constitue la 26e division, composée des 119e, 120e et 121e brigades. Toutefois, son nom initial perdurera.

## Commentaire
Diego Abad de Santillán dit des engagés italiens : « Dans leur grande majorité, les antifascistes italiens qui s’étaient rendus à Barcelone provenaient de tous les secteurs du mouvement anarchiste […] Répartis dans différents hôtels de la ville, ils vivaient, émus, enivrés, la résurrection spirituelle d’un passage soudain de la vie d’exilés pourchassés à celle de nouveaux citoyens d’une capitale de la révolution, encore empreinte de l’atmosphère ardente des formidables combats de rue. […] Les anarchistes non inscrits au « Groupe International » de la Colonne Durruti penchaient pour la constitution d’une colonne strictement anarchiste et désiraient partir immédiatement. L’impossibilité d’obtenir tout de suite des armes contrariait leur projet. Mais ils avaient déjà prévu de s’enrôler dans les milices confédérales »,.

### Bibliographie

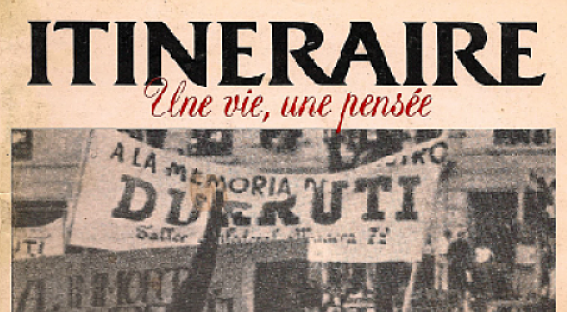
Itinéraire : une vie, une pensée, Buenaventura Durruti (1987).